# Serie B1 2008-2009 (pallavolo femminile)
La Serie B1 2008-2009 si è svolta dal 18 ottobre 2008 al 13 giugno 2009: al torneo hanno partecipato cinquantasei squadre di club italiane.

## Regolamento

### Formula
Le squadre, divise in quattro gironi, hanno disputato un girone all'italiana, con gare di andata e ritorno, per un totale di ventisei giornate; al termine della regular season:
- La prima classificata di ogni girone è promossa in Serie A2.
- La seconda e la terza classificata di ogni girone hanno acceduto ai play-off promozione, strutturati in quarti di finale, semifinali e finale, tutte giocate al meglio di due vittorie su tre gare: la vincitrice è promossa in Serie A2.
- Le ultime tre classificate di ogni girone sono retrocesse in Serie B2.

### Criteri di classifica
Se il risultato finale è stato di 3-0 o 3-1 sono stati assegnati 3 punti alla squadra vincente e 0 a quella sconfitta, se il risultato finale è stato di 3-2 sono stati assegnati 2 punti alla squadra vincente e 1 a quella sconfitta.
L'ordine del posizionamento in classifica è stato definito in base a:
- Punti;
- Numero di partite vinte;
- Ratio dei set vinti/persi;
- Ratio dei punti realizzati/subiti.

## Squadre partecipanti

### Girone A
- Asti
- Asystel II
- Busnago
- Castellanza
- Collecchio
- Flero
- Florens Vigevano
- FoCoL Legnano
- Junior Casale
- Martesana Cologno
- Pool Carnago
- Pro Patria Milano
- Rolleri
- School Genova

### Girone B
- AICS Forlì
- Cadelbosco
- Codognè
- Empoli
- Fontane
- LeAli
- Pav Udine
- Pool Piave
- Reggio Emilia
- San Casciano
- Santa Croce
- Trentino Rosa
- Universal Carpi
- Verona

### Girone C
- Alfieri Cagliari
- AST Latina
- Azzurra Casette
- Castelfidardo
- Conero e Ponterosso
- Formello
- Fortitudo Rieti
- Loreto
- Media Umbria
- Monterotondo
- Sabaudia
- Star Falconara
- Trevi
- Viterbo

### Girone D
- Assi Manzoni Brindisi
- Lamezia
- Marsala
- Modica
- Montesilvano
- Olimpic Valenzano
- Orion Napoli
- PM Potenza
- Pontecagnano Faiano
- Rossano
- Rota
- SG
- Soverato
- Unrra Casas

## Torneo

### Regular season

#### Girone A

##### Classifica
| Pos. | Squadra           | Pt | G  | V  | P  | SV | SP | Ratio | PF    | PS    | Ratio |
| ---- | ----------------- | -- | -- | -- | -- | -- | -- | ----- | ----- | ----- | ----- |
| 1.   | Busnago           | 62 | 26 | 20 | 6  | 65 | 22 | 2,954 | 2 104 | 1 751 | 1,201 |
| 2.   | Junior Casale     | 54 | 26 | 18 | 8  | 59 | 33 | 1,787 | 2 113 | 1 910 | 1,106 |
| 3.   | Pool Carnago      | 51 | 26 | 17 | 9  | 58 | 37 | 1,567 | 2 182 | 1 982 | 1,100 |
| 4.   | Asti              | 50 | 26 | 17 | 9  | 60 | 40 | 1,500 | 2 290 | 2 129 | 1,075 |
| 5.   | Flero             | 48 | 26 | 16 | 10 | 57 | 41 | 1,390 | 2 214 | 2 091 | 1,058 |
| 6.   | Castellanza       | 40 | 26 | 13 | 13 | 48 | 52 | 0,923 | 2 192 | 2 174 | 1,008 |
| 7.   | School Genova     | 37 | 26 | 14 | 12 | 51 | 52 | 0,980 | 2 242 | 2 261 | 0,991 |
| 8.   | Martesana Cologno | 37 | 26 | 13 | 13 | 48 | 56 | 0,857 | 2 192 | 2 307 | 0,950 |
| 9.   | Florens Vigevano  | 37 | 26 | 12 | 14 | 53 | 57 | 0,929 | 2 386 | 2 391 | 0,997 |
| 10.  | Rolleri           | 34 | 26 | 11 | 15 | 47 | 58 | 0,810 | 2 227 | 2 368 | 0,940 |
| 11.  | Collecchio        | 31 | 26 | 10 | 16 | 44 | 59 | 0,745 | 2 197 | 2 325 | 0,944 |
| 12.  | FoCoL Legnano     | 27 | 26 | 9  | 17 | 45 | 61 | 0,737 | 2 319 | 2 378 | 0,975 |
| 13.  | Pro Patria Milano | 24 | 26 | 7  | 19 | 39 | 65 | 0,600 | 2 112 | 2 375 | 0,889 |
| 14.  | Asystel II        | 14 | 26 | 5  | 21 | 27 | 68 | 0,397 | 1 927 | 2 255 | 0,854 |

      Promossa in Serie A2.
      Qualificata ai play-off promozione.
      Retrocessa in Serie B2.

#### Girone B

##### Classifica
| Pos. | Squadra         | Pt | G  | V  | P  | SV | SP | Ratio  | PF    | PS    | Ratio |
| ---- | --------------- | -- | -- | -- | -- | -- | -- | ------ | ----- | ----- | ----- |
| 1.   | Universal Carpi | 70 | 26 | 25 | 1  | 75 | 18 | 4,166  | 2 209 | 1 750 | 1,262 |
| 2.   | Santa Croce     | 67 | 26 | 23 | 3  | 73 | 19 | 3,842  | 2 183 | 1 766 | 1,236 |
| 3.   | Verona          | 58 | 26 | 19 | 7  | 63 | 25 | 2,520  | 2 060 | 1 712 | 1,203 |
| 4.   | San Casciano    | 52 | 26 | 17 | 9  | 60 | 36 | 1,666  | 2 163 | 1 967 | 1,099 |
| 5.   | Reggio Emilia   | 50 | 26 | 16 | 10 | 59 | 38 | 1,552  | 2 217 | 2 051 | 1,080 |
| 6.   | Codognè         | 43 | 26 | 13 | 13 | 51 | 46 | 1,108  | 2 116 | 2 022 | 1,046 |
| 7.   | Trentino Rosa   | 42 | 26 | 13 | 13 | 51 | 45 | 1,133  | 2 115 | 2 044 | 1,034 |
| 8.   | Cadelbosco      | 39 | 26 | 14 | 12 | 47 | 50 | 0,940  | 2 079 | 2 123 | 0,979 |
| 9.   | Pool Piave      | 36 | 26 | 11 | 15 | 44 | 54 | 0,814  | 2 160 | 2 231 | 0,968 |
| 10.  | AICS Forlì      | 33 | 26 | 12 | 14 | 42 | 53 | 0,792  | 2 044 | 2 064 | 0,990 |
| 11.  | LeAli           | 25 | 26 | 9  | 17 | 38 | 61 | 0,623  | 2 008 | 2 227 | 0,901 |
| 12.  | Pav Udine       | 24 | 26 | 8  | 18 | 36 | 60 | 0,600  | 2 034 | 2 171 | 0,936 |
| 13.  | Fontane         | 6  | 26 | 2  | 24 | 15 | 74 | 0,202  | 1 656 | 2 117 | 0,782 |
| 14.  | Empoli          | 1  | 26 | 0  | 26 | 3  | 78 | 0,0385 | 1 203 | 2 002 | 0,600 |

      Promossa in Serie A2.
      Qualificata ai play-off promozione.
      Retrocessa in Serie B2.

#### Girone C

##### Classifica
| Pos. | Squadra             | Pt                      | G                       | V                       | P                       | SV                      | SP                      | Ratio                   | PF                      | PS                      | Ratio                   |
| ---- | ------------------- | ----------------------- | ----------------------- | ----------------------- | ----------------------- | ----------------------- | ----------------------- | ----------------------- | ----------------------- | ----------------------- | ----------------------- |
| 1.   | Loreto              | 64                      | 24                      | 22                      | 2                       | 69                      | 16                      | 4,312                   | 2 026                   | 1 674                   | 1,210                   |
| 2.   | AST Latina          | 53                      | 24                      | 18                      | 6                       | 58                      | 28                      | 2,071                   | 1 985                   | 1 748                   | 1,135                   |
| 3.   | Conero e Ponterosso | 49                      | 24                      | 15                      | 9                       | 59                      | 37                      | 1,594                   | 2 190                   | 1 961                   | 1,116                   |
| 4.   | Trevi               | 47                      | 24                      | 15                      | 9                       | 57                      | 40                      | 1,425                   | 2 207                   | 2 089                   | 1,056                   |
| 5.   | Star Falconara      | 42                      | 24                      | 14                      | 10                      | 53                      | 45                      | 1,177                   | 2 144                   | 2 067                   | 1,037                   |
| 6.   | Alfieri Cagliari    | 36                      | 24                      | 12                      | 12                      | 48                      | 44                      | 1,090                   | 1 964                   | 1 982                   | 0,990                   |
| 7.   | Azzurra Casette     | 34                      | 24                      | 12                      | 12                      | 48                      | 53                      | 0,905                   | 2 163                   | 2 192                   | 0,986                   |
| 8.   | Formello            | 30                      | 24                      | 11                      | 13                      | 43                      | 53                      | 0,811                   | 2 097                   | 2 106                   | 0,995                   |
| 9.   | Monterotondo        | 30                      | 24                      | 11                      | 13                      | 42                      | 53                      | 0,792                   | 2 035                   | 2 079                   | 0,978                   |
| 10.  | Media Umbria        | 24                      | 24                      | 7                       | 17                      | 37                      | 58                      | 0,637                   | 1 913                   | 2 113                   | 0,905                   |
| 11.  | Fortitudo Rieti     | 23                      | 24                      | 8                       | 16                      | 32                      | 54                      | 0,592                   | 1 791                   | 1 999                   | 0,895                   |
| 12.  | Castelfidardo       | 19                      | 24                      | 6                       | 18                      | 28                      | 59                      | 0,474                   | 1 760                   | 2 009                   | 0,876                   |
| 13.  | Sabaudia            | 17                      | 24                      | 5                       | 19                      | 28                      | 62                      | 0,451                   | 1 821                   | 2 077                   | 0,876                   |
|      | Viterbo             | Esclusa dal campionato. | Esclusa dal campionato. | Esclusa dal campionato. | Esclusa dal campionato. | Esclusa dal campionato. | Esclusa dal campionato. | Esclusa dal campionato. | Esclusa dal campionato. | Esclusa dal campionato. | Esclusa dal campionato. |

      Promossa in Serie A2.
      Qualificata ai play-off promozione.
      Retrocessa in Serie B2.
      Esclusa a campionato in corso.

#### Girone D

##### Classifica
| Pos. | Squadra               | Pt                      | G                       | V                       | P                       | SV                      | SP                      | Ratio                   | PF                      | PS                      | Ratio                   |
| ---- | --------------------- | ----------------------- | ----------------------- | ----------------------- | ----------------------- | ----------------------- | ----------------------- | ----------------------- | ----------------------- | ----------------------- | ----------------------- |
| 1.   | Pontecagnano Faiano   | 54                      | 22                      | 18                      | 4                       | 59                      | 18                      | 3,277                   | 1 815                   | 1 397                   | 1,299                   |
| 2.   | Lamezia               | 50                      | 22                      | 17                      | 5                       | 55                      | 22                      | 2,500                   | 1 805                   | 1 574                   | 1,146                   |
| 3.   | Soverato              | 47                      | 22                      | 15                      | 7                       | 53                      | 26                      | 2,038                   | 1 761                   | 1 512                   | 1,164                   |
| 4.   | Rota                  | 45                      | 22                      | 15                      | 7                       | 52                      | 32                      | 1,625                   | 1 892                   | 1 705                   | 1,109                   |
| 5.   | Marsala               | 43                      | 22                      | 15                      | 7                       | 49                      | 32                      | 1,531                   | 1 821                   | 1 673                   | 1,088                   |
| 6.   | SG                    | 39                      | 22                      | 12                      | 10                      | 44                      | 34                      | 1,294                   | 1 723                   | 1 627                   | 1,059                   |
| 7.   | Olimpic Valenzano     | 38                      | 22                      | 13                      | 9                       | 48                      | 41                      | 1,170                   | 1 901                   | 1 845                   | 1,030                   |
| 8.   | PM Potenza            | 32                      | 22                      | 11                      | 11                      | 42                      | 41                      | 1,024                   | 1 785                   | 1 770                   | 1,008                   |
| 9.   | Rossano               | 27                      | 22                      | 9                       | 13                      | 35                      | 42                      | 0,833                   | 1 665                   | 1 688                   | 0,986                   |
| 10.  | Modica                | 13                      | 22                      | 4                       | 18                      | 18                      | 55                      | 0,327                   | 1 387                   | 1 736                   | 0,799                   |
| 11.  | Unrra Casas           | 8                       | 22                      | 3                       | 18                      | 11                      | 60                      | 0,183                   | 1 306                   | 1 711                   | 0,763                   |
| 12.  | Montesilvano          | 0                       | 22                      | 0                       | 22                      | 3                       | 66                      | 0,045                   | 1 093                   | 1 716                   | 0,636                   |
|      | Orion Napoli          | Esclusa dal campionato. | Esclusa dal campionato. | Esclusa dal campionato. | Esclusa dal campionato. | Esclusa dal campionato. | Esclusa dal campionato. | Esclusa dal campionato. | Esclusa dal campionato. | Esclusa dal campionato. | Esclusa dal campionato. |
|      | Assi Manzoni Brindisi | Esclusa dal campionato. | Esclusa dal campionato. | Esclusa dal campionato. | Esclusa dal campionato. | Esclusa dal campionato. | Esclusa dal campionato. | Esclusa dal campionato. | Esclusa dal campionato. | Esclusa dal campionato. | Esclusa dal campionato. |

      Promossa in Serie A2.
      Qualificata ai play-off promozione.
      Retrocessa in Serie B2.
      Esclusa a campionato in corso.

### Play-off promozione

#### Tabellone
|  | Quarti di finale | Quarti di finale    | Quarti di finale | Quarti di finale | Quarti di finale |    |        | Semifinali | Semifinali          | Semifinali | Semifinali | Semifinali |  |    | Finale       | Finale              | Finale | Finale | Finale |
|  |                  |                     |                  |                  |                  |    |        |            |                     |            |            |            |  |    |              |                     |        |        |        |
|  | 2A               | Junior Casale       | 2                | 0                |                  |    |        |            |                     |            |            |            |  |    |              |                     |        |        |        |
|  | 2A               | Junior Casale       | 2                | 0                |                  |    |        |            |                     |            |            |            |  |    |              |                     |        |        |        |
|  | 3B               | Verona              | 3                | 3                |                  |    |        |            |                     |            |            |            |  |    |              |                     |        |        |        |
|  | 3B               | Verona              | 3                | 3                |                  | 3B | Verona | 2          | 0                   |            |            |            |  |    |              |                     |        |        |        |
|  |                  |                     |                  |                  |                  | 3B | Verona | 2          | 0                   |            |            |            |  |    |              |                     |        |        |        |
|  |                  |                     |                  |                  |                  |    |        | 3A         | Pool Carnago        | 3          | 3          |            |  |    |              |                     |        |        |        |
|  | 2B               | Santa Croce         | 3                | 0                | 0                |    |        | 3A         | Pool Carnago        | 3          | 3          |            |  |    |              |                     |        |        |        |
|  | 2B               | Santa Croce         | 3                | 0                | 0                |    |        |            |                     |            |            |            |  |    |              |                     |        |        |        |
|  | 3A               | Pool Carnago        | 2                | 3                | 3                |    |        |            |                     |            |            |            |  |    |              |                     |        |        |        |
|  | 3A               | Pool Carnago        | 2                | 3                | 3                |    |        |            |                     |            |            |            |  | 3A | Pool Carnago | 2                   | 3      | 1      |        |
|  |                  |                     |                  |                  |                  |    |        |            |                     |            |            |            |  | 3A | Pool Carnago | 2                   | 3      | 1      |        |
|  |                  |                     |                  |                  |                  |    |        |            |                     |            |            |            |  |    | 3C           | Conero e Ponterosso | 3      | 0      | 3      |
|  | 2C               | AST Latina          | 3                | 0                | 0                |    |        |            |                     |            |            |            |  |    | 3C           | Conero e Ponterosso | 3      | 0      | 3      |
|  | 2C               | AST Latina          | 3                | 0                | 0                |    |        |            |                     |            |            |            |  |    |              |                     |        |        |        |
|  | 3D               | Soverato            | 2                | 3                | 3                |    |        |            |                     |            |            |            |  |    |              |                     |        |        |        |
|  | 3D               | Soverato            | 2                | 3                | 3                |    | 3D     | Soverato   | 3                   | 1          | 2          |            |  |    |              |                     |        |        |        |
|  |                  |                     |                  |                  |                  |    | 3D     | Soverato   | 3                   | 1          | 2          |            |  |    |              |                     |        |        |        |
|  |                  |                     |                  |                  |                  |    |        | 3C         | Conero e Ponterosso | 1          | 3          | 3          |  |    |              |                     |        |        |        |
|  | 2D               | Lamezia             | 0                | 2                |                  |    |        | 3C         | Conero e Ponterosso | 1          | 3          | 3          |  |    |              |                     |        |        |        |
|  | 2D               | Lamezia             | 0                | 2                |                  |    |        |            |                     |            |            |            |  |    |              |                     |        |        |        |
|  | 3C               | Conero e Ponterosso | 3                | 3                |                  |    |        |            |                     |            |            |            |  |    |              |                     |        |        |        |
|  | 3C               | Conero e Ponterosso | 3                | 3                |                  |    |        |            |                     |            |            |            |  |    |              |                     |        |        |        |

#### Risultati

##### Quarti di finale
| Gara 1 |                               |     |                                   |
|        |                               |     |                                   |
| 17-05  | Junior Casale - Verona        | 2-3 | 25-22, 25-20, 23-25, 25-27, 10-15 |
| 16-05  | Santa Croce - Pool Carnago    | 3-2 | 22-25, 25-20, 16-25, 25-20, 15-12 |
| 16-05  | AST Latina - Soverato         | 3-2 | 16-25, 25-19, 25-15, 20-25, 15-9  |
| 17-05  | Lamezia - Conero e Ponterosso | 2-3 | 16-25, 25-22, 26-24, 19-25, 9-15  |

| Gara 2 |                               |     |                     |
|        |                               |     |                     |
| 20-05  | Verona - Junior Casale        | 3-0 | 25-18, 25-20, 25-21 |
| 20-05  | Pool Carnago - Santa Croce    | 3-0 | 25-22, 25-23, 25-23 |
| 20-05  | Soverato - AST Latina         | 3-0 | 25-21, 25-15, 26-24 |
| 20-05  | Conero e Ponterosso - Lamezia | 3-0 | 25-20, 25-19, 25-14 |

| Gara 3 |                            |     |                     |
|        |                            |     |                     |
| 23-05  | Santa Croce - Pool Carnago | 0-3 | 17-25, 20-25, 18-25 |
| 23-05  | AST Latina - Soverato      | 0-3 | 22-25, 16-25, 26-28 |

##### Semifinali
| Gara 1 |                                |     |                                   |
|        |                                |     |                                   |
| 27-05  | Verona - Pool Carnago          | 2-3 | 25-20, 19-25, 27-25, 16-25, 10-15 |
| 27-05  | Soverato - Conero e Ponterosso | 3-1 | 25-22, 25-17, 23-25, 25-16        |

| Gara 2 |                                |     |                            |
|        |                                |     |                            |
| 30-05  | Pool Carnago - Verona          | 3-0 | 25-22, 25-23, 25-21        |
| 30-05  | Conero e Ponterosso - Soverato | 3-1 | 26-28, 29-27, 25-18, 25-22 |

| Gara 3 |                                |     |                                   |
|        |                                |     |                                   |
| 03-06  | Soverato - Conero e Ponterosso | 2-3 | 25-11, 25-21, 21-25, 17-25, 12-15 |

##### Finale
| Gara 1 |                                    |     |                                   |
|        |                                    |     |                                   |
| 06-06  | Conero e Ponterosso - Pool Carnago | 3-2 | 25-23, 25-21, 23-25, 22-25, 16-14 |

| Gara 2 |                                    |     |                     |
|        |                                    |     |                     |
| 10-06  | Pool Carnago - Conero e Ponterosso | 3-0 | 25-18, 25-18, 25-17 |

| Gara 3 |                                    |     |                            |
|        |                                    |     |                            |
| 13-06  | Conero e Ponterosso - Pool Carnago | 3-1 | 25-21, 19-25, 25-12, 25-13 |

## Verdetti

### Squadre promosse
- Busnago
- Conero e Ponterosso
- Loreto
- Pontecagnano Faiano
- Universal Carpi

### Squadre retrocesse
- Assi Manzoni Brindisi
- Asystel II
- Castelfidardo
- Empoli
- Fontane
- FoCoL Legnano
- Montesilvano
- Orion Napoli
- Pav Udine
- Pro Patria Milano
- Sabaudia
- Viterbo